# Tetraedrická molekulová geometrie
Tetraedrická molekulová geometrie je druh molekulové geometrie, ve kterém jsou na centrální atom navázány čtyři substituenty umístěné ve vrcholech čtyřstěnu. Vazebné úhly mají hodnotu (pokud jsou všechny substituenty shodné, jako například u methanu, CH4) cos−1(−1/3) = 109,4712206...° ≈ 109,5°.
Methan a další dokonale symetrické tetraedrické molekuly mají bodovou grupu Td, ale většinou není tvar molekul dokonale tetraedrický a tak jsou jejich symetrie nižší. Tetraedrické molekuly mohou být chirální.

## Tetraedrické vazebné úhly

Výpočet vazebných úhlů asymetrické tetraedrické molekuly pomocí skalárního součinu

Vazebný úhel symetrické tetraedrické molekuly, jakou je například CH4, lze provést pomocí skalárního součinu dvou vektorů. Takovou molekulu lze, jak je znázorněno na obrázku výše, vepsat do krychle, v jejímž středu je čtyřvazný atom (zde uhlík), který vytváří počátek souřadné soustavy. Čtyři jednovazné atomy (zde vodíky) jsou umístěny ve vrcholech krychle (A, B, C, D) vybraných tak, že žádné dva atomy se nenachází v sousedních vrcholech spojených jedinou hranou. Když se délka hrany krychle považuje za rovnou 2 jednotkám, tak dvojice vazeb OA a OB odpovídá vektorům a = (1, –1, 1) a b = (1, 1, –1), a vazebný úhel θ je roven odchylce těchto vektorů. Velikost tohoto úhlu lze určit ze dvou vektorů definovaných jako a • b = ||a|| ||b|| cos θ, kde ||a|| je délka vektoru a. Jak je zobrazeno výše, tak tento skalární součin činí –1 a délka každého vektoru je √3, takže cos θ = –1/3 a tetraedrický vazebný úhel je roven arccos(–1/3) ≃ 109,47°.

## Příklady

### Sloučeniny prvků hlavní skupiny

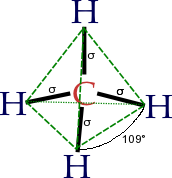
Tetraedrická molekula methanu (CH_{4})

Kromě téměř všech nasycených organických sloučenin má tetraedrickou geometrii většina sloučenin Si, Ge a Sn. Tetraedrické molekuly často obsahují násobné vazby mezi centrálním atomem a ligandem; příkladem může být oxid xenoničelý (XeO4), chloristanový ion (ClO -
4 ), síranový ion (SO 2-
4 ) nebo fosforečnanový ion (PO 3-
4 ). Thiazylfluorid (SNF3) je tetraedrický, přičemž obsahuje trojnou vazbu mezi dusíkem a sírou.
Některé další molekuly mají tetraedricky uspořádané elektronové páry okolo centrálního atomu, sem patří mimo jiné amoniak (NH3), kde je atom dusíku obklopen třemi vodíky a jedním volným elektronovým párem; obvykle se ovšem při klasifikaci molekulových geometrií počítají pouze atomy, takže amoniak bývá považován za molekulu s trigonálně pyramidální geometrií. Úhly H–N–H mají velikost 107°, tedy o něco méně než 109,5°, protože volný pár vytváří silnější odpudivé síly než vázaný atom.

### Sloučeniny přechodných kovů
Tetraedrická geometrie je častá i u sloučenin přechodných kovů, vyskytuje se v komplexech, kde má kov konfiguraci d0 nebo d10. Jako příklady lze uvést tetrakis(trifenylfosfin)palladium (Pd[P(C6H5)3]4), tetrakarbonyl niklu (Ni(CO)4) a chlorid titaničitý (TiCl4). Tetraedrické bývají i mnohé komplexy s částečně zaplněnými orbitaly d, například železnaté, kobaltnaté a nikelnaté tetrahalogenidy.

### Struktura vody
V plynném skupenství je kyslíkový atom v molekule vody obklopen dvěma vodíky a dvěma volnými páry a bez započítání těchto volných párů se geometrie H2O popisuje jako ohnutá.
U kapalné vody nebo ledu volné páry vytváří se sousedními molekulami vody vodíkové vazby. Nejčastějším uspořádáním atomů vodíku okolo kyslíku je tetraedr se dvěma vodíkovými atomy kovalentně vázanými na kyslík a dvěma spojenými se sousední molekulou vodíkovými vazbami. Protože mohou mít vodíkové vazby různé délky, tak tyto molekuly vody nejsou symetrické a tvoří se čtyřmi vodíky nestálé tetraedry.

## Bitetraedrické struktury

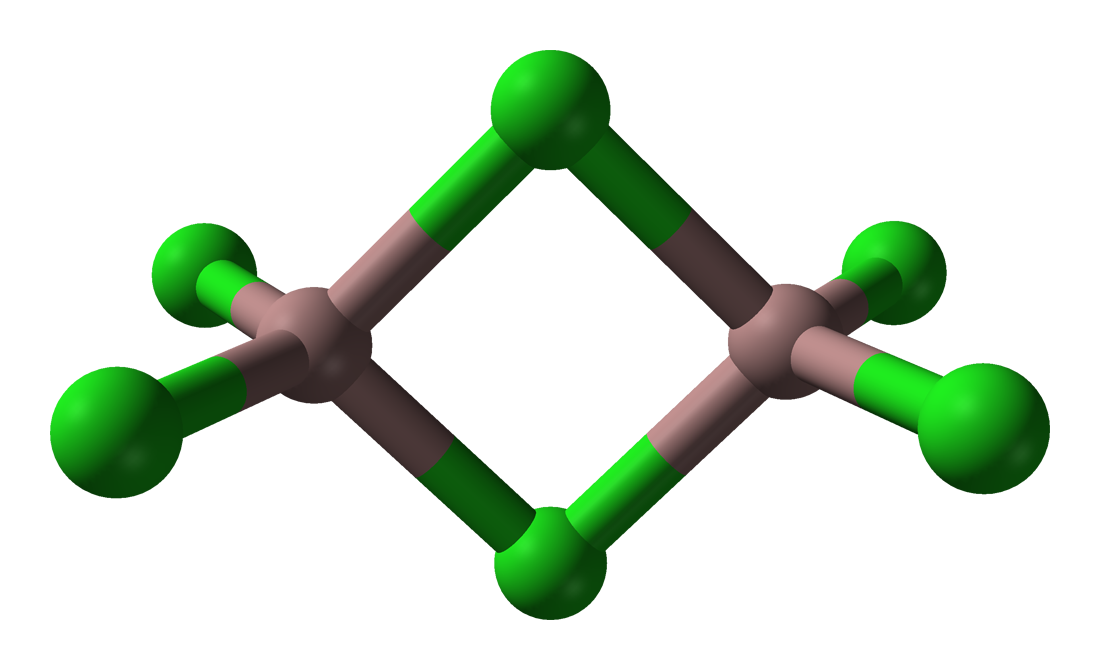
Bitetraedrická struktura bromidu hlinitého a chloridu gallitého

Mnoho sloučenin má bitetraedrickou strukturu, složenou ze dvou čtyřstěnů se společným vrcholem, například sulfid křemičitý, vytvářející anorganický polymer. obsahuje „nekonečné“ řetězce čtyřstěnů spojených vrcholy. V rámci nasycených uhlovodíků by nejkratší možnou délku jednoduchých vazeb uhlík-uhlík měla mít bitetraedrická molekula C8H6.

## Odchylky
V organických sloučeninách se často vyskytují obrácené čtyřstěnové struktury. Waldenova inverze má dopad na stereochemické vlastnosti sloučenin. Dusíková inverze u amoniaku způsobuje přechodnou tvorbu rovinné molekuly NH3.

### Obrácená tetraedrická geometrie
Geometrické faktory mohou výrazně narušit ideální tetraedrickou geometrii. U sloučenin s „obrácenou“ tetraedrickou geometrií jsou všechny čtyři skupiny na uhlík navázány v jedné rovině.
Atom uhlíku se nachází na vrcholu čtyřbokého jehlanu, nebo v jeho blízkosti, a zbylé čtyři skupiny vytváří podstavu.
Nejjednoduššími organickými molekulami s obrácenou tetraedrickou geometrií jsou propelany, například [1.1.1]propelan, padlany, a fenestrany (jako je [3.3.3.3]fenestran). Tyto molekuly se vyznačují vysokým kruhovým napětím, které navyšuje jejich reaktivitu.

### Přechod do rovinné geometrie
Tetraedrické struktury mohou být také narušeny zvýšením úhlů mezi dvěma vazbami, což někdy vede až k rovinným molekulám. jaké mají například fenestrany.

### Tetraedrické molekuly bez centrálního atomu
Jsou známy i sloučeniny, které mají tetraedrickou geometrii, ale neobsahují centrální atom. Anorganickým příkladem může být tetrafosfor (P4), který obsahuje čtveřici atomů fosforu ve vrcholech čtyřstěnu, kde je každý navázán na tři další. Z organických sloučenin sem patří tetraedran (C4H4), kde je každý ze čtyř atomů uhlíku navázán na jeden vodík a tři uhlíky, teoretická hodnota úhlu C−C−C je zde 60° (skutečná hodnota je v důsledku ohnutí vazeb větší), což vede k velkému napětí.